# 小行星5481
小行星5481（英語：5481 Kiuchi）是一颗围绕太阳公转的小行星。1990年2月15日，圓舘金、渡邊和郎在北见发现了此天体。这颗彗星以长野县的彗星搜索者木内鹤彦命名，他因重新发现1992年的斯威夫特-塔特尔彗星而闻名。
这颗小行星的绝对星等为250.71330等。